# Coryphantha clavata
Coryphantha clavata là một loài thực vật có hoa trong họ Cactaceae. Loài này được (Scheidw.) Backeb. mô tả khoa học đầu tiên năm 1942.

## Hình ảnh

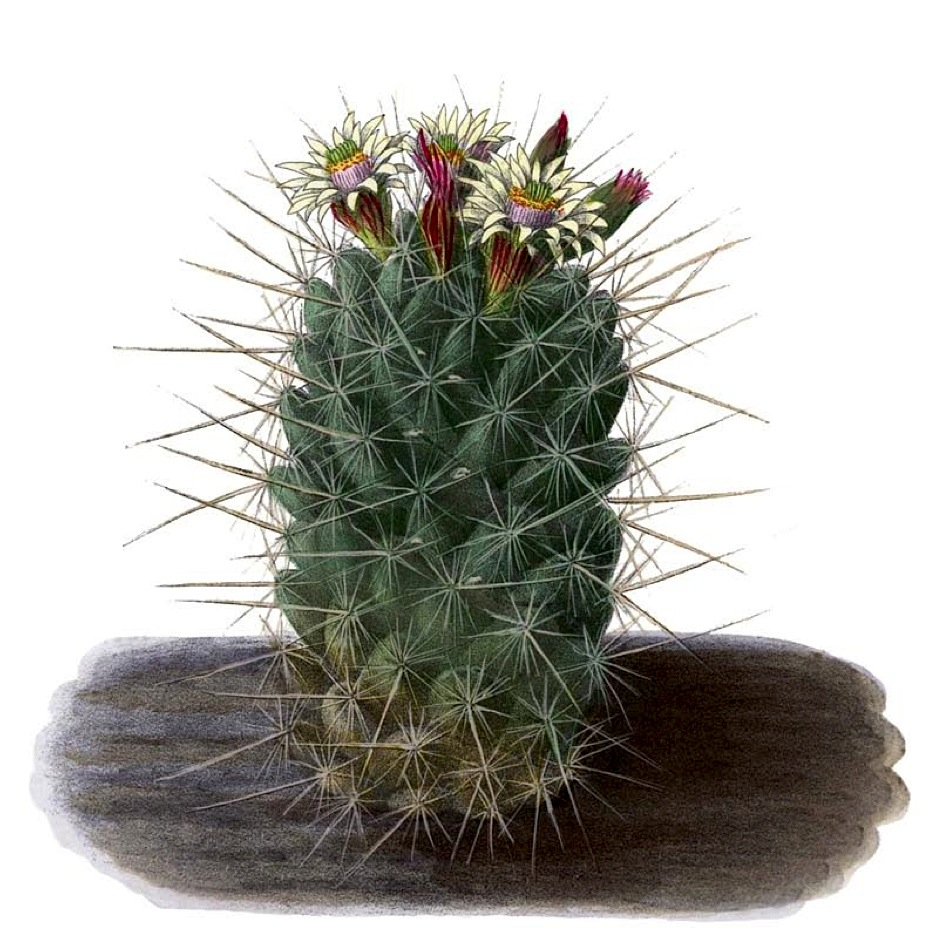